# Phare de West Rigolets
Le phare de West Rigolets (en anglais : West Rigolets Light), était un phare situé à l'extrémité ouest du détroit des Rigolets qui relie le lac Pontchartrain au Lac Sainte-Catherine à La Nouvelle-Orléans en Louisiane. Construit en 1855, il a été désactivé à l’époque de la Seconde Guerre mondiale et détruit par l’ouragan Katrina en 2005.

## Histoire
Ce phare  a été construit pour compléter le phare de East Rigolets, qui marquait l’autre extrémité du passage et avait été construit par l’ administration de Stephen Pleasanton (en) en 1838. Il a été construit en 1855 dans le cadre d’un ensemble de quatre feux érigés autour du lac Pontchartrain qui étaient tous sur le même modèle : une maison carrée avec un toit en croupe surplombant, la lanterne au sommet. *
Sa lumière a été éteinte au début de la guerre de Sécession, mais lorsque les forces de l'Union ont repris le contrôle de la zone, elle a été rallumée en novembre 1862 à l'aide d'une lanterne de navire. Deux jours plus tard, le gardien, Thomas Harrison, a été retrouvé mort par balle. Il fut le seul gardien tué en service pendant la guerre. Un an plus tard, la lumière a été rénovée et équipée d'une lentille de Fresnel de cinquième ordre. Les dommages causés par la tempête ont été un problème constant. Des réparations majeures ont été entreprises en 1888 pour ériger un nouveau brise-lames et un nouveau quai. Après l'ouragan de 1915, la maison a été construite sur une nouvelle fondation de pieux en béton.
La lumière a été désactivée autour de la Seconde Guerre mondiale. Le phare a survécu pendant de nombreuses années, remplacé par un marqueur automatique situé plus au large des côtes. Il a été vendu à des intérêts privés mais n'a pas été maintenu. Il a finalement été détruit par l'ouragan Katrina en 2005.
Identifiant : ARLHS : USA-881.

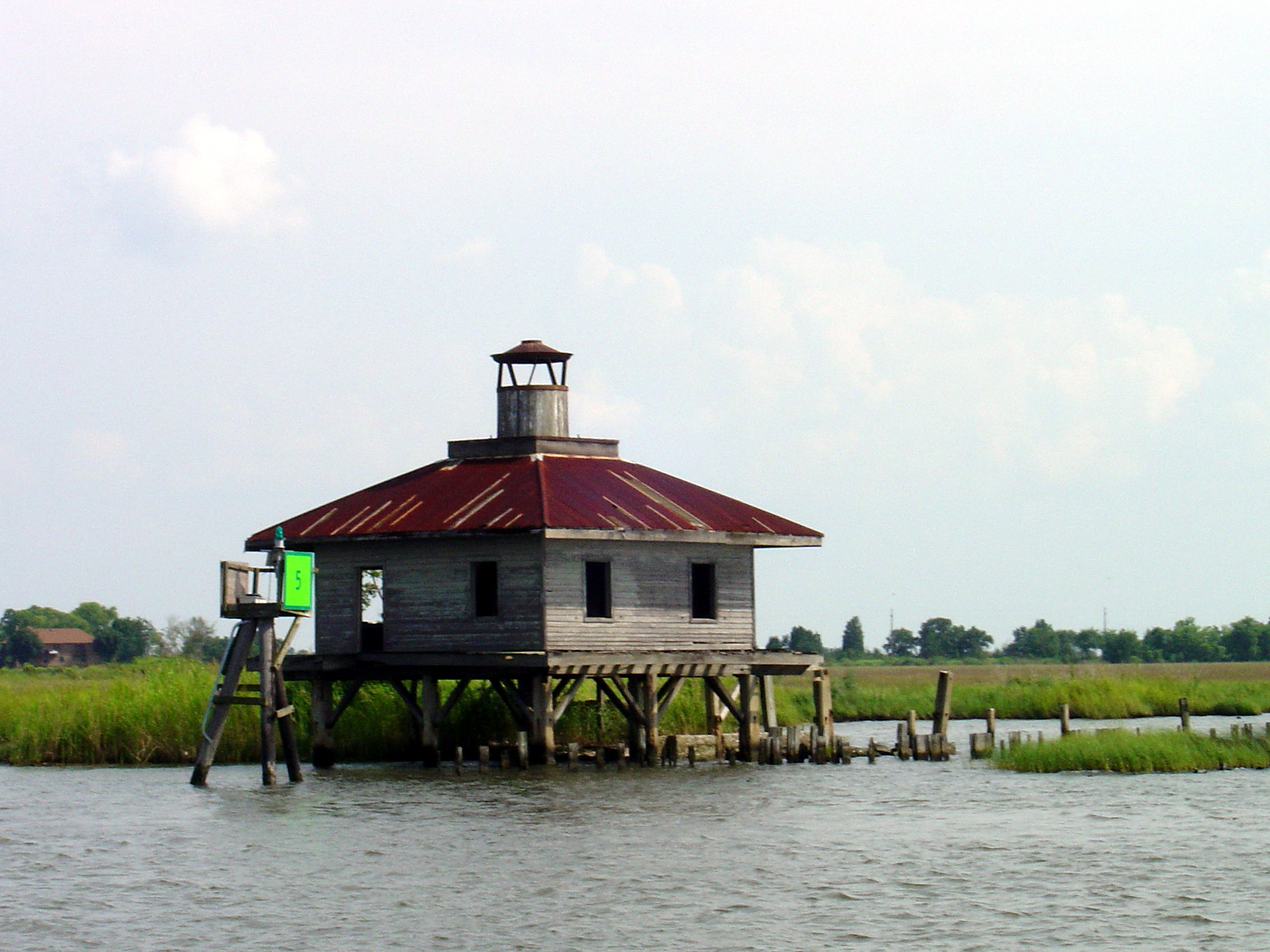
Le phare en 2004 (avant ouragan Katrina)